# Amagi Brilliant Park
Amagi Brilliant Park (яп. 甘城ブリリアントパーク Амаги Буририанто Па:ку) — серия японских ранобэ, автором которых является Сёдзи Гато, а иллюстратором — Юка Накадзима. Издательством Fujimi Shobo было выпущено 8 основных и 6 побочных томов ранобэ. Также по их мотивам были созданы три манги, выпущенные издательством Fujimi Shobo и Kadokawa. По мотивам ранобэ студией Kyoto Animation также был выпущен аниме-сериал, который начал транслироваться в Японии с 6 октября 2014 года.

## Сюжет
Действие разворачивается вокруг Сэйи Каниэ, которого уговаривают стать новым управляющим парка развлечений под названием «Бриллиантовый парк Амаги» (Amagi Brilliant Park). Парк этот необычен тем, что его работники состоят из беженцев волшебной страны Мапл (Maple Land), которые могут поддерживать своё существование в человеческом мире с помощью живительной маны, получаемой в результате веселья посетителей. Однако дела парка обстоят очень плохо, он становится всё менее популярным и находится на грани закрытия.
Перед Сэйей стоит сверхсложная задача — в течение трёх месяцев привлечь 250000 посетителей (в аниме, в ранобэ — 100000 за две недели), так как на кону стоят жизни волшебных существ. Выполнить такую непростую задачу Сэйе поможет Исудзу Сэнто, которая теперь будет выполнять обязанности его личного секретаря.

## Список персонажей
Сэйя Каниэ (яп. 可児江 西也 Каниэ Сэйя)
Сэйю: Коки Утияма
Главный герой истории, умный и обаятельный молодой человек, но в то же время самовлюблённый, чем раздражает окружающих. В детстве выступал под сценическим именем «Сэйя Кодама», и, по словам Исудзу, уже тогда мальчику было под силу сделать то, чем гордились бы взрослые. Получает от Латифы магическую силу, позволяющую «слушать человеческие сердца», но лишь один раз у каждого человека. Ещё в детстве встречал Латифу, но долгое время не узнавал её, пока не узнал о её проклятии. Имя главного героя происходит от имени американского музыканта и дизайнера Канье Уэста.
Исудзу Сэнто (яп. 千斗 いすず Сэнто Исудзу)
Сэйю: Аи Какума
Одна из главных героинь истории, член королевской гвардии, носит при себе «Штайнбергер» — дульнозарядный магический мушкет, до прихода Сэйи выполняла роль управляющего в парке развлечений. Будучи воспитанной в семье королевских гвардейцев, обладает стойким и непоколебимым характером. Очень редко проявляет эмоции и склонна к насилию, из-за чего другие работники парка боятся её. Питает романтические чувства к Сэйе, но скрывает это. Имя происходит от имени американского рэпера 50 Cent.
Латифа Флюрандза (яп. ラティファ・フルーランザ Ратифа Фуру:рандза)
Сэйю: Юкиё Фудзии
Принцесса королевства Мапл. Через поцелуй передаёт Сэйе магическую силу. По словам Трикэна, является племянницей Моффла и поразительно похожа на его сестру. Обладает очень хрупким телом, из-за чего не может покидать пределы сада, окружённого магическим барьером. В оригинальном романе Латифа слепа. Также на Латифу наложено проклятие, из-за чего по истечении каждого года память и тело девушки возвращается в исходное состояние, вследствие чего она не изменилась за последние 14 лет. Прообразом для имени персонажа стала американская певица — Куин Латифа.
Моффл (яп. モッフル Моффуру)
Сэйю: Аяко Кавасуми
Фея конфет, который приобрёл форму мыши в шляпе, талисман парка развлечений. Испытывает взаимную неприязнь к Сэйе. Дядя Латифы и очень заботится о её благополучии. Внешне похож на Бонту из Full Metal Panic и злится, когда кто-то обзывает его повторкой. Также не любит отца Латифы, который женился на его сестре и бросил дочь на произвол судьбы.
Макарон (яп. マカロン Макарон)
Сэйю: Рёко Сираиси
Фея музыки, принявший форму овцы, и один из талисманов парка. Очень вспыльчив, и если не чувствует вдохновение, то не занимает себя работой. Играет чаще всего на скрипке. Разведён и борется за право над опекой дочери.
Тирами (яп. ティラミー Тирами:)
Сэйю: Ай Нонака
Фея цветов, принял форму розового кота, один из талисманов парка. Сексуально озабоченный, любит подглядывать за девушками и также любит старых женщин. Разбирается во взрывчатых веществах.
Крокопи (яп. ワニピー Ванипи:)
Сэйю: Такума Тэрасима
Фея, принял форму голубого крокодила. Он также один из талисманов парка.
Дорнел (яп. ドルネル Дорунэру)
Сэйю: Сатоси Хино
Фея цветов, принявший форму хорька. Любит смотреть аниме и играть в сетевые игры.
Челюсть (яп. ジョー Дзё)
Сэйю: Синъитиро Мики
Фея, принял форму мини-акулы. Работает в машинном зале. При контакте с водой приобретает облик настоящей и страшной акулы. Причём он не знал об этом, пока Сэйя не показал ему его отражение в зеркале.
Муза (яп. ミュース Мю:су)
Сэйю: Юка Аисака
Фея воды и лидер фей Элементалия (в романе она работает в аттракционе Акварио). Очень весёлая и энергичная. Очень много работает для продвижении своей группы.
Такая Курису (яп. 栗栖 隆也 Курису Такая)
Сэйю: Дзюнъити Сувабэ
Волшебник, который в обмен на руку и сердце Латифы победил дракона. Но король Мапла не сдержал своё обещание, после чего Такая наложил на Латифу проклятие. Позже появляется под видом сотрудника корпорации Амаги, которая хочет выкупить парк развлечений.

## Ранобэ
Ранобэ публиковались издательством Fujimi Shobo в журнале Fujimi Fantasia Bunko. По состоянию на октябрь 2014 года было выпущено 5 томов.
| № | Дата публикации      | ISBN                   |
| - | -------------------- | ---------------------- |
| 1 | 20 февраля 2013 года | ISBN 978-4-8291-3828-1 |
| 2 | 20 августа 2013 года | ISBN 978-4-8291-3921-9 |
| 3 | 18 января 2014 года  | ISBN 978-4-04-070004-5 |
| 4 | 20 января 2014 года  | ISBN 978-4-04-070207-0 |
| 5 | 18 октября 2014 года | ISBN 978-4-04-070208-7 |

## Манга
Манга-адаптация, иллюстратором которой является Кимитакэ Ёсиока, начала публиковаться издательством Fujimi Shobo в журнале Monthly Dragon Age с марта 2014 года. Манга собрана в два тома, выпущенных 7 июня и  октября 2014 года. Также на основе романа свой выпуск начала манга-ёнкома Amagi Brilliant Park? Fumo (яп. 甘城ブリリアントパーク?ふも) иллюстратора Кодзи Адзумы, которая с июня 2014 года выпускается в журнале Monthly Dragon Age. Третья манга-адаптация Amagi Brilliant Park the animation (яп. 甘城ブリリアントパークthe animation), иллюстратором которой является Ами Хакуи, публикуется на официальном веб-сайте  Kadokawa Corporation.

## Аниме
По мотивам романа студией Kyoto Animation был выпущен аниме-сериал, режиссёром которого выступает Ясухиро Такэмото. Свою трансляцию сериал начал 6 октября 2014 года. Открывающую песню к аниме «Extra Magic Hour» (яп. エクストラ・マジック・アワー Экусутора Мадзикку Ава:) исполняют певцы Akino и bless4. Закрывающую песню «Elementalio de Aimashō!» (яп. エレメンタリオで会いましょう! Эрэмэнтарио дэ аймасё:!) исполняет Brilliant4.
| #  | Название                                                                            | Дата выхода          |
| -- | ----------------------------------------------------------------------------------- | -------------------- |
| 1  | Мало посетителей! «Окяку га конай!» (お客が来ない!)                                 | 6 октября 2014 года  |
| 2  | Не хватает времени! «Дзикан га най!» (時間がない!)                                  | 9 октября 2014 года  |
| 3  | Совсем нет поддержки! «Тэкоирэ га киканай!» (テコ入れが効かない!)                   | 16 октября 2014 года |
| 4  | Секретарь никудышный! «Хисё га цўкаэнай!» (秘書が使えない!)                         | 23 октября 2014 года |
| 5  | Не хватает денег! «Оканэ га таринай!» (お金が足りない!)                             | 30 октября 2014 года |
| 6  | Не хватает людей! «Хитодэ га таринай!» (人手が足りない!)                            | 6 ноября 2014 года   |
| 7  | Бассейн небезопасен! «Пу:ру га абунай!» (プールが危ない!)                           | 13 ноября 2014 года  |
| 8  | Любовь приходит не по адресу! «Коигокоро га тодоканай!» (恋心が届かない!)           | 20 ноября 2014 года  |
| 9  | Команда не сработана! «Ти:мува:ку га умарэнай!» (チームワークが生まれない!)         | 27 ноября 2014 года  |
| 10 | Вариантов не осталось! «Мо: уцутэ га най!» (もう打つ手がない!)                      | 4 декабря 2014 года  |
| 11 | Беспокоиться больше не о чем! «Корэ дэ мо: симпайнай!» (これでもう心配ない!)        | 11 декабря 2014 года |
| 12 | Будущее никому неизвестно! «Мирай ва дарэнимо вакаранай!» (未来は誰にもわからない!) | 18 декабря 2014 года |
| 13 | Реклама скучная! «Пи:буй га цумаранай!» (PVがつまらない!)                           | 25 декабря 2014 года |

## Критика
Ричард Эйзенбейс, критик сайта kotaku, отметил, что давно не получал такого удовольствия при просмотре комедийного аниме, когда основная цель персонажей заключается в спасении парка развлечений, фактически весь сюжет сводится разным происшествиям и приключениям, где, например, на персонажей нападают орки или даже огнедышащий дракон. Критик отметил, что сюжет не обозначает чётко главного героя, и каждый персонаж в той или иной мере проявляет себя, особенно талисманы парка.